# Alto Parnaiba (flygplats i Brasilien)
Alto Parnaiba är en flygplats i Brasilien.   Den ligger i kommunen Alto Parnaíba och delstaten Maranhão, i den östra delen av landet, 800 km norr om huvudstaden Brasília. Alto Parnaiba ligger 347 meter över havet.
Terrängen runt Alto Parnaiba är platt. Trakten runt Alto Parnaiba är nära nog obefolkad, med mindre än två invånare per kvadratkilometer..
Omgivningarna runt Alto Parnaiba är huvudsakligen savann.